# Sericocoma hereroensis
Sericocoma hereroensis är en amarantväxtart som beskrevs av Karl Suessenguth och Beyerle. Sericocoma hereroensis ingår i släktet Sericocoma och familjen amarantväxter. Inga underarter finns listade i Catalogue of Life.